# ニーベルンゲン (1924年の映画)
『ニーベルンゲン』（原題：Die Nibelungen、英語: The Nibelungs）は、1924年に制作されたフリッツ・ラング監督による『ニーベルンゲン:ジークフリート』と『ニーベルンゲン:クリームヒルトの復讐』の二部作による、ドイツの叙事詩を基にしたモノクロ無声のドイツの映画である。
ドイツ映画の映画史の中でも、本作ほどドイツ人の血と肉を感じさせる映画はなく、今日もドイツ文化を知る格好の素材として各国で研究されている。
25年度のキネマ旬報社優秀映画投票・芸術的優秀映画で、『ニーベルンゲン:ジークフリート』が4位、『ニーベルンゲン:クリームヒルトの復讐』が5位であった。

## キャスト
- 王子ジークフリート - クサンテン王ジークムントの息子：パウル・リヒター
- 王女クリームヒルト - グンテル王の妹で、ジークフリートの妻となる：マルガレーテ・シェーン
- ハーゲン・トロニエ - グンテル王の奸臣：ハンス・アダルベルト・フォン・シュレットウ
- グンテル王 - ブルグントの王：テオドア・ロース
- 女王ブリュンヒルト - アイゼンランドの女王：ハンナ・ラルフ
- ミーメ - ニーベルング族の鍜冶師：ゲオルク・ヨーン
- アルベリッヒ王 - 小人族の王：ゲオルク・ヨーン

- アッティラ王 - フン族の強大な王：ルドルフ・クライン・ロッゲ
- フォルカー・フォン・アルツァイ - アッティラのブルゴーニュ宮廷の吟遊詩人で騎士：ベルンハルト・ゲツケ
- 辺境伯ベヒラルンのルディガー - クリームヒルトに忠誠を誓う：ルドルフ・リットナー
- ブルゴーニュ王妃ユート - グンテルの母：ゲルトルート・アーノルド
- ブローデル - アッティラの弟：ゲオルク・ヨーン
- ブルグントのゲレノート - グンテルの弟：ハンス・カール・ミュラー
- ブルグンドのギゼルヘル - グンテルの弟でディートリンと結婚：エルヴィン・ビスワンガー
- ベルンのディートリッヒ - 東ゴート族の王で、アッティラ王の客分：フリッツ・アルベルティ
- ヒルデブラント - 東ゴート族の騎士でディートリッヒの側近：ゲオルク・アウグスト・コッホ
- ベヒラルンのディートリン - リュディガーの娘：アニー・レットゲン

## スタッフ
- 監督：フリッツ・ラング
- 製作：エリッヒ・ポマー（ドイツ語版）
- 脚本：テア・フォン・ハルボウ
- 脚本：フリッツ・ラング
- 撮影：カール・ホフマン
- 撮影：ギュンター・リター
- セットデザイナー：オットー・フンテ

## 製作
もともとはゲルマン神話を文献にしたドイツの国民的叙事詩の『ニーベルンゲンの歌』は、ドイツ人の精神的、文化的原型と言える。フリードリヒ・ヘッベルの戯曲や、リヒャルト・ワーグナーの楽劇『ニーベルングの指環]』によって、具体的なイメージとなり、広く民族の心に定着していたのを、1890年にウィーンに生まれたフリッツ・ラング監督が、1924年にこの叙事詩を「ジークフリード」と「クリームヒルトの復讐」という長編二部作にまとめて映画化した。
いずれも主に『ニーベルンゲンの歌』に基づいているが、ジークフリートの若い頃に関しては北欧の物語も取り入れられている。